# 白海鯡
白海鯡（學名：Clupea pallasii marisalbi）為太平洋鲱的一亚種，分布於東北大西洋的白海海域，體長可達34公分，棲息在沿海海域，成群活動，以浮游生物為食。

## 擴展閱讀
維基物種上的相關：白海鯡